# Šóčú

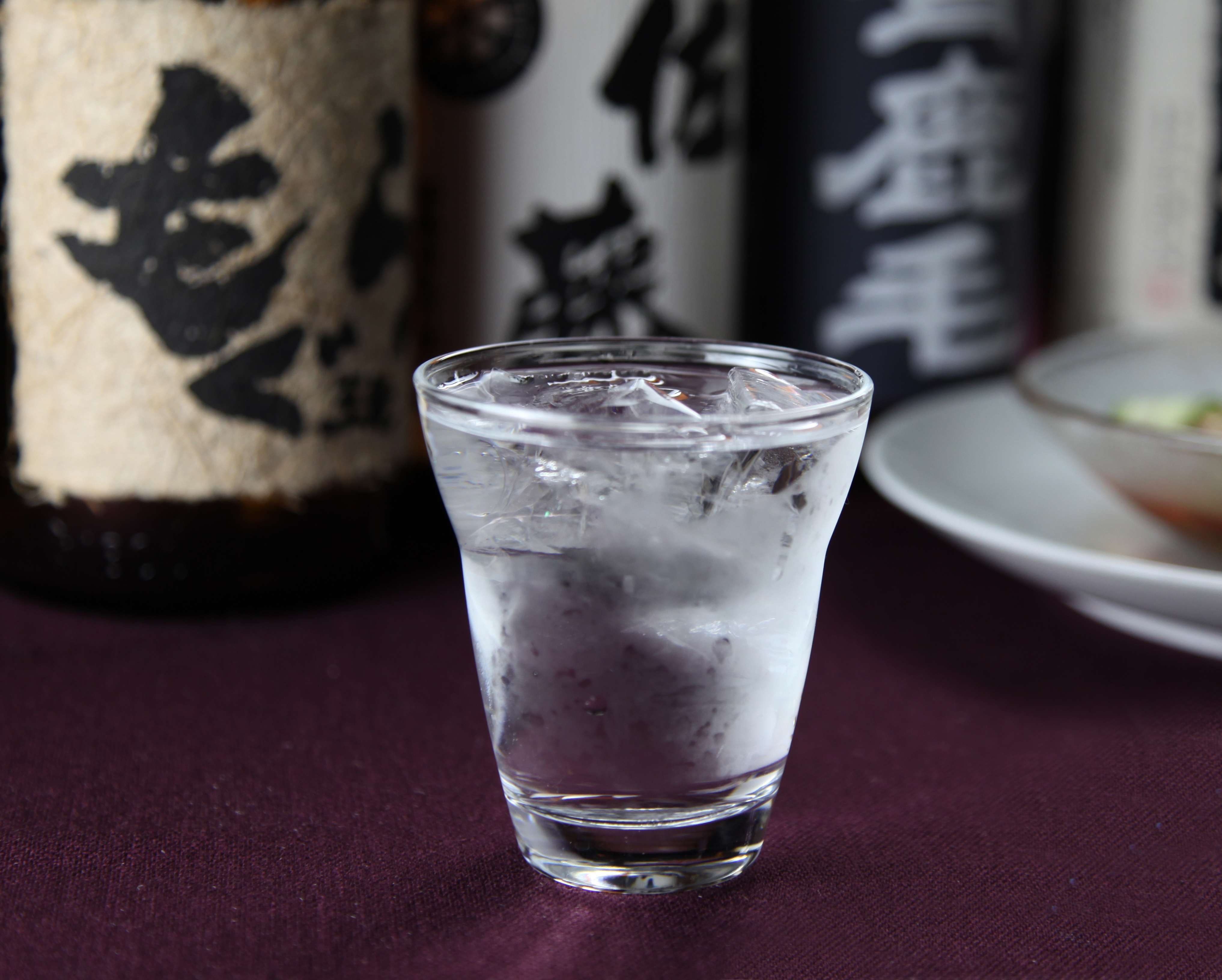
Sklenka Šóčú

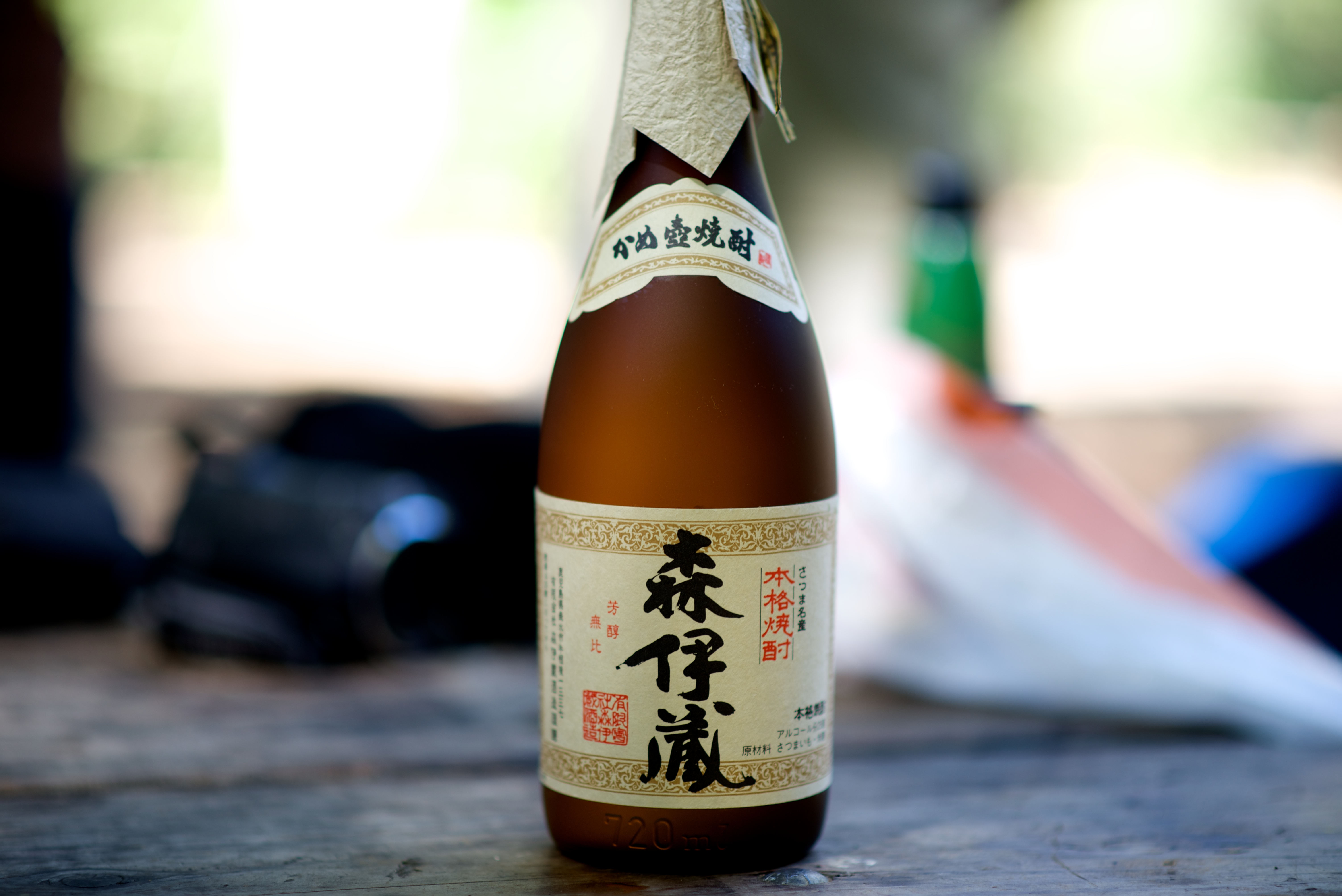
Mori Izo, slavný šóčú

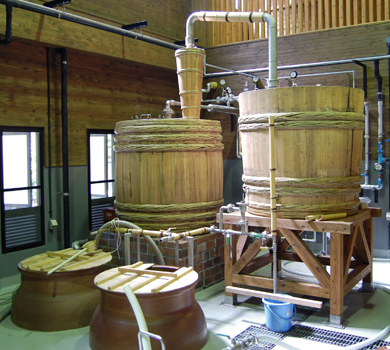
Při jednoduché destilaci se v malých palírnách stále používají dřevěné kádě.

Šóčú či soču (japonsky 焼酎, v anglické transkripci shōchū), je japonská pálenka, která obsahuje méně než 45 % alkoholu. Obvykle se pálí z rýže (kome), ječmene (mugi), sladkých brambor (imo), pohanky (soba) nebo ze surového cukru (kokutó). Může se však pálit i z jiných surovin, například z jedlých kaštanů, ze sezamových semen, z brambor, či dokonce z mrkve.
Šóčú pochází z ostrova Kjúšú, dnes se však vyrábí na dalších místech po celém Japonsku.
Typické šóčú obsahuje 25 % alkoholu, což je méně než whisky či běžná vodka, je však silnější než víno nebo sake. Víckrát destilované šóčú, které se obvykle používá do míchaných nápojů, může obsahovat až 35 a víc procent alkoholu.